# Anelosimus guacamayos
Anelosimus guacamayos là một loài nhện trong họ Theridiidae.
Loài này thuộc chi Anelosimus. Anelosimus guacamayos được miêu tả năm 2006 bởi Agnarsson.